# Temporada 1957 de Fórmula 1
Resultats de la Fórmula 1 a la temporada 1957.
És la temporada nº 8 de la història del campionat del món de Fórmula 1.

## Sistema de puntuació
S'adjudicaven punts als cinc primers llocs (8, 6, 4, 3, 2). També es donava un punt per la volta més ràpida.
Per al recompte final del campionat només es tenien en compte els cinc millors resultats dels nou possibles.
Els punts obtinguts per pilots que compartien el cotxe eren repartits en parts iguals entre els pilots, sense importar el nombre de voltes en les que haguessin participat.

## Curses
| Rnd | Cursa                     | Data          | Circuit           | Pilot              | Equip                 | Resultats |
| --- | ------------------------- | ------------- | ----------------- | ------------------ | --------------------- | --------- |
| 1   | Gran Premi de l'Argentina | 13 de gener   | Buenos Aires      | Juan Manuel Fangio | Maserati              | Resultats |
| 2   | Gran Premi de Mònaco      | 19 de maig    | Mònaco            | Juan Manuel Fangio | Maserati              | Resultats |
| 3   | Indianapolis 500          | 30 de maig    | Indianapolis      | Sam Hanks          | Epperly - Offenhauser | Resultats |
| 4   | Gran Premi de França      | 7 de juliol   | Rouen Les Essarts | Juan Manuel Fangio | Maserati              | Resultats |
| 5   | Gran Premi del Regne Unit | 20 de juliol  | Aintree           | Stirling Moss      | Vanwall               | Resultats |
| 6   | Gran Premi de Pescara     | 18 d'agost    | Pescara           | Stirling Moss      | Vanwall               | Resultats |
| 7   | Gran Premi d'Alemanya     | 4 d'agost     | Nürburgring       | Juan Manuel Fangio | Maserati              | Resultats |
| 8   | Gran Premi d'Itàlia       | 8 de setembre | Monza             | Stirling Moss      | Vanwall               | Resultats |

## Posició final al Campionat de pilots del 1957
| Pos. | Pilot                 | N° | País       | Punts | Victòries | Podis | Poles |
| ---- | --------------------- | -- | ---------- | ----- | --------- | ----- | ----- |
| 1    | Juan Manuel Fangio    | 2  | Argentina  | 46    | 4         | 6     | 4     |
| 2    | Stirling Moss         | 18 | Regne Unit | 25    | 3         | 3     | 1     |
| 3    | Luigi Musso           | 32 | Itàlia     | 16    |           | 2     |       |
| 4    | Mike Hawthorn         | 34 | Regne Unit | 13    |           | 2     |       |
| 5    | Tony Brooks           | 22 | Regne Unit | 11    |           | 1     | 1     |
| 6    | Masten Gregory        | 26 | EUA        | 10    |           | 1     |       |
| 7    | Harry Schell          | 4  | EUA        | 10    |           | 1     |       |
| 8    | Sam Hanks             | 9  | EUA        | 8     | 1         | 1     |       |
| 9    | Peter Collins         | 30 | Regne Unit | 8     |           | 2     |       |
| 10   | Jim Rathmann          | 26 | EUA        | 7     |           | 1     |       |
| 11   | Jean Behra            | 6  | França     | 6     |           | 1     |       |
| 12   | Stuart Lewis-Evans    | 20 | Regne Unit | 5     |           |       | 1     |
| 13   | Maurice Trintignant   | 16 | França     | 5     |           |       |       |
| 14   | Wolfgang von Trips    | 36 | Alemanya   | 4     |           | 1     |       |
| 15   | Jimmy Bryan           | 1  | EUA        | 4     |           | 1     |       |
| 16   | Carlos Menditeguy     | 8  | Argentina  | 4     |           | 1     |       |
| 17   | Paul Russo            | 54 | EUA        | 3     |           |       |       |
| 18   | Andy Linden           | 73 | EUA        | 2     |           |       |       |
| 19   | Roy Salvadori         | 22 | Regne Unit | 2     |           |       |       |
| 20   | Alfonso de Portago    | 20 | Espanya    | 1     |           |       |       |
| 21   | Giorgio Scarlatti     | 8  | Itàlia     | 1     |           |       |       |
| 22   | José Froilán González | 12 | Argentina  | 1     |           |       |       |
| 23   | Johnny Boyd           | 6  | EUA        |       |           |       |       |
| 24   | Alessandro de Tomaso  | 26 | Argentina  |       |           |       |       |
| 25   | Luigi Piotti          | 42 | Itàlia     |       |           |       |       |
| 26   | Johnny Thomson        | 10 | EUA        |       |           |       |       |
| 27   | Paco Godia            | 10 | Espanya    |       |           |       |       |
| 28   | Al Herman             | 89 | EUA        |       |           |       |       |
| 29   | Marshall Teague       | 48 | EUA        |       |           |       |       |
| 30   | Johnnie Tolan         | 28 | EUA        |       |           |       |       |
| 31   | Mike Magill           | 77 | EUA        |       |           |       |       |
| 32   | Pat O'Connor          | 12 | EUA        |       |           |       | 1     |
| 33   | Rodger Ward           | 8  | EUA        |       |           |       |       |
| 34   | Al Keller             | 16 | EUA        |       |           |       |       |
| 35   | Tony Bettenhausen     | 27 | EUA        |       |           |       |       |
| 36   | Troy Ruttman          | 52 | EUA        |       |           |       |       |
| 37   | Les Leston            | 26 | Regne Unit |       |           |       |       |
| 38   | Mike MacDowel         | 24 | Regne Unit |       |           |       |       |
| 39   | Don Edmunds           | 92 | EUA        |       |           |       |       |
| 40   | Andre Simon           | 28 | França     |       |           |       |       |
| 41   | Bill Cheesbourg       | 31 | EUA        |       |           |       |       |
| 42   | Ron Flockhart         | 6  | Regne Unit |       |           |       |       |
| 43   | Johnnie Parsons       | 18 | EUA        |       |           |       |       |
| 44   | Bob Christie          | 95 | EUA        |       |           |       |       |
| 45   | Bob Gerard            | 38 | Regne Unit |       |           |       |       |
| 46   | Bob Veith             | 7  | EUA        |       |           |       |       |
| 47   | Chuck Weyant          | 82 | EUA        |       |           |       |       |
| 48   | Don Freeland          | 3  | EUA        |       |           |       |       |
| 49   | Ed Elisian            | 83 | EUA        |       |           |       |       |
| 50   | Eddie Johnson         | 43 | EUA        |       |           |       |       |
| 51   | Eddie Russo           | 37 | EUA        |       |           |       |       |
| 52   | Eddie Sachs           | 88 | EUA        |       |           |       |       |
| 53   | Elmer George          | 23 | EUA        |       |           |       |       |
| 54   | Jimmy Reece           | 5  | EUA        |       |           |       |       |
| 55   | Jack Turner           | 19 | EUA        |       |           |       |       |
| 56   | Bruce Halford         | 16 | Regne Unit |       |           |       |       |
| 57   | Jimmy Daywalt         | 57 | EUA        |       |           |       |       |
| 58   | Eugenio Castellotti   | 14 | Itàlia     |       |           |       |       |
| 59   | Joakim Bonnier        | 24 | Suècia     |       |           |       |       |
| 60   | Jack Brabham          | 24 | Austràlia  |       |           |       |       |
| 61   | Jack Fairman          | 24 | Regne Unit |       |           |       |       |
| 62   | Ivor Bueb             | 32 | Regne Unit |       |           |       |       |
| 63   | Horace Gould          | 14 | Regne Unit |       |           |       |       |
| 64   | Herbert MacKay-Fraser | 28 | EUA        |       |           |       |       |
| 65   | Hans Herrmann         | 17 | Alemanya   |       |           |       |       |
| 66   | Gene Hartley          | 22 | EUA        |       |           |       |       |
| 67   | Fred Agabashian       | 14 | EUA        |       |           |       |       |